# 張元忭
張元忭（1538年—1588年），字子藎，號陽和，浙江紹興府山陰縣人，明朝政治人物。

## 生平
嘉靖三十七年（1558年）戊午科浙江鄉試第六十八名舉人，隆慶五年（1571年）辛未科一甲第一名進士（狀元）。授翰林院修撰，丁母憂。服闋，萬曆六年（1578年）起復原職，教席內書堂，取《中鑑錄》諄諄誨之，同年丁父憂。服闋，十五年（1587年）起為左春坊左諭德兼翰林院侍讀，充經筵講官，有明一代修史屬翰苑諸臣，故稱張太史。十六年（1588年）卒，天啟元年（1621年）追諡文恭。

## 著作
在其父張天復著作《皇輿考》的基礎上增擴改編並成書了重要地理學著作《廣皇輿考》。著有《不二齋文選》。與孫鑛同撰《紹興府志》五十卷。

## 家族
南宋張浚的後裔。高祖張恭；曾祖張宗盛；祖父張詔，贈吏部主事；父張天復，甘肅行太僕寺卿。母劉氏（封安人）。具慶下。弟張元憬，從弟張元吉、張元慶。子張汝霖、張汝懋。

## 延伸阅读
[在维基数据编辑]
 《國朝獻徵錄·卷之十九》，出自焦竑《國朝獻徵錄》
 《明史卷二百八十三》，出自《明史》